# アルフレード・カペリ
アルフレード・カペリ（伊: Alfredo Capelli、1855年8月5日 - 1910年1月28日）は、カペリの恒等式を発見したイタリアの数学者。

## 経歴
カペリは1877年、Giuseppe Battaglini (Giuseppe Battaglini) の下、ローマ・ラ・サピエンツァ大学でラウレアを取得。パヴィア大学に越してフェリーチェ・カゾラーティのアシスタントとして働く。1881年、ボローニャ大学へ移ったチェザレ・アルツェラに代わりパレルモ大学の代数解析学の教授になる。1886年、フェデリコ2世ナポリ大学に移動し代数学の教授に任命され、1910年に亡くなるまでナポリに滞在した。教授の傍ら、1894年から1910年までアッカデーミア・デイ・リンチェイのGiornale di matematicheの編集者を務めていた。

## 主な出版物
- Capelli, Alfredo (1887), “Ueber die Zurückführung der Cayley'schen Operation Ω auf gewöhnliche Polar-Operationen”, Mathematische Annalen (Berlin / Heidelberg: Springer) 29 (3):  331–338, doi:10.1007/BF01447728, ISSN 1432-1807